# Vyšné nad Hronom
Vyšné nad Hronom (Hongaars: Nagyod) is een Slowaakse gemeente in de regio Nitra, en maakt deel uit van het district Levice.
Vyšné nad Hronom telt 183 inwoners.
Ongeveer de helft van de inwoners van de gemeente is Hongaars.